# CAElinux
CAElinux – dystrybucja Linuksa przeznaczona dla inżynierów, zawierająca duży zbiór dostępnego bezpłatnie oprogramowania CAE.

## Historia
W kwietniu 2007 roku francuska firma NRCtech udostępniła bezpłatnie pierwszą wersję dystrybucji CAElinux, zawierającą oprogramowanie typu CAE, przeznaczoną dla inżynierów. Od tamtej pory nowe wersje CAElinux wydawane są co roku.
Pierwsze wersje budowane były w oparciu o popularną dystrybucję PCLinuxOS i zawierały środowisko graficzne KDE. Wydanie 2009 i 2010 wykorzystywało już jedną z najpopularniejszych dystrybucji, Ubuntu.

## Opis dystrybucji
CAElinux dostępne jest w postaci live DVD dla procesorów x86-64, z możliwością instalacji na dysku twardym. Nowsze wydania budowane są w oparciu o wersje Ubuntu Linux z długoterminowym wsparciem technicznym i korzystają z repozytoriów tej dystrybucji. Domyślnym środowiskiem graficznym jest GNOME.
Cechą charakterystyczną dystrybucji jest zbiór aplikacji dostępnych na otwartych licencjach, przeznaczonych do komputerowego wspomagania prac inżynierskich, m.in. QCad, FreeCAD, Salome Meca, Scilab, wxMaxima i inne.